# Bogusław Mamiński

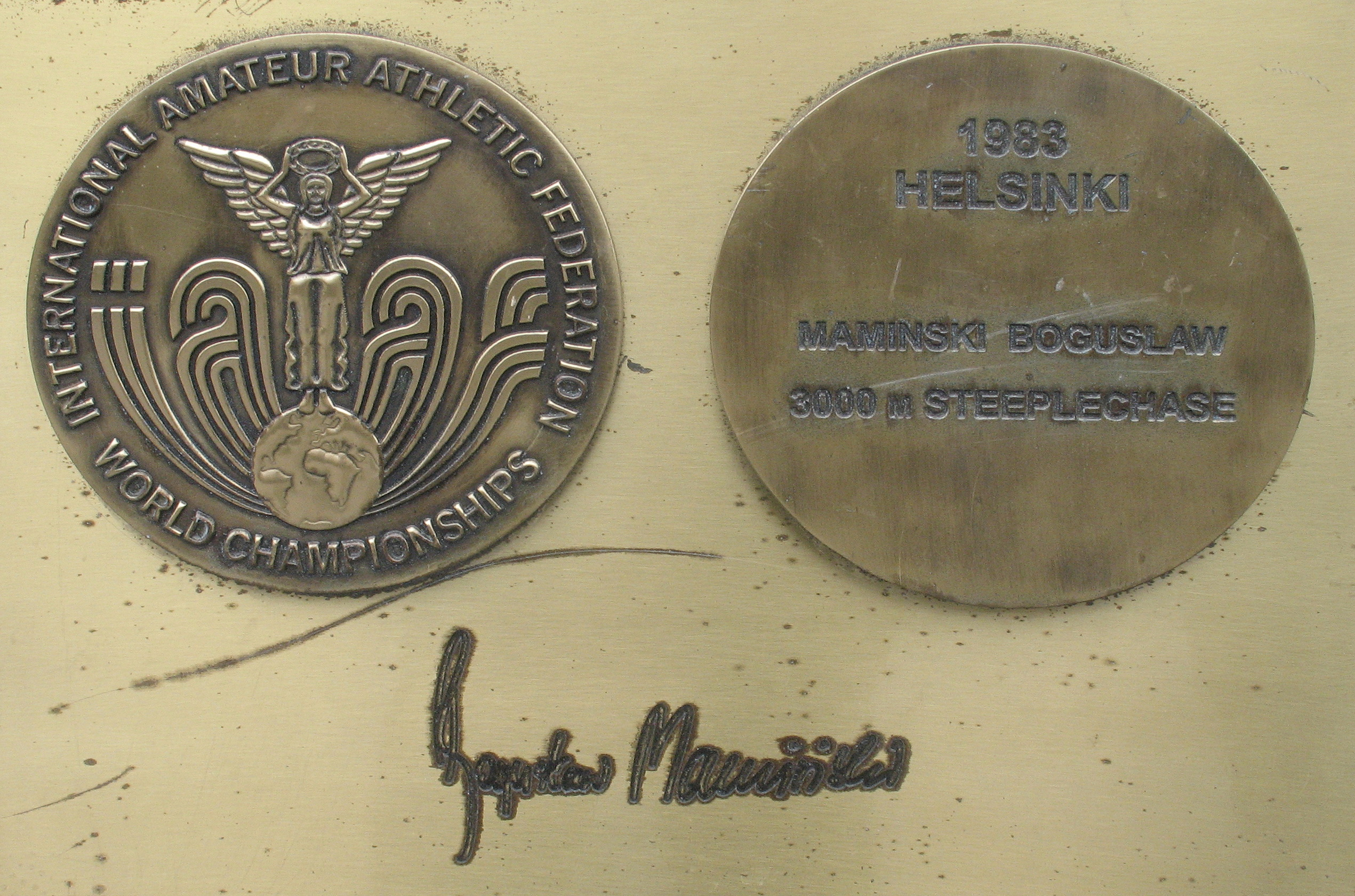
Copie B. Mamiński médaille et autographe Stars Avenue dans le sport Dziwnów

Bogusław Mamiński (né le 18 décembre 1955 à Kamień Pomorski) est un athlète polonais spécialiste du 3 000 m steeple. 

## Palmarès
| Date | Compétition           | Lieu     | Résultat | Performance   |
| ---- | --------------------- | -------- | -------- | ------------- |
| 1982 | Championnats d'Europe | Athènes  | 2e       | 8 min 19 s 22 |
| 1983 | Championnats du monde | Helsinki | 2e       | 8 min 17 s 03 |
| 1984 | Jeux de l'Amitié      | Moscou   | 1er      | 8 min 27 s 15 |

## Records
| Épreuve         | Performance   | Lieu      | Date         |
| --------------- | ------------- | --------- | ------------ |
| 3 000 m steeple | 8 min 09 s 18 | Bruxelles | 24 août 1984 |